# Oșlobeni, Neamț
Oșlobeni este un sat în comuna Bodești din județul Neamț, Moldova, România.